# Chiesa di Santa Maria della Porta (Macerata)
La chiesa di Santa Maria della Porta è un edificio religioso di Macerata, posto lungo la Piaggia della Torre.

## Storia
La chiesa, la più antica di Macerata, esistente già dal periodo in cui la città era ancora un castello, ha origine da tre fasi costruttive, deve il nome alla vicinanza con una porta medievale oggi scomparsa, rappresentando il luogo in cui arrivava la città.
La prima fase risale all'XI secolo (rimane un pilastro nel settore est); la seconda al XII secolo, quando la chiesa era divisa in due navate da archi a tutto sesto; la terza al XIII secolo con la trasformazione in cripta e la creazione del portale gotico in laterizio. Utilizzata come magazzino militare nell'800, venne restaurata nel XX secolo. La chiesa superiore è inagibile dal Terremoto del Centro Italia del 2016 e del 2017.
La parte inferiore della chiesa è affrescata da dipinti medievali. La chiesa superiore, invece, conserva all'altare maggiore una pala d'altare di Domenico Corvi. Al primo altare destro si trova una pala con Sant'Antonio da Padova che riceve l'apparizione del Bambino, eseguita nel 1628 da Giovanni Baglione.
Della parte più antica resta la cripta, sede della confraternita dei Flagellati, i cui emblemi sono scolpiti nelle chiavi di volta.